# Ciuperceni (gmina Cosmești)
Ciuperceni – wieś w Rumunii, w okręgu Teleorman, w gminie Cosmești. W 2011 roku liczyła 1523 mieszkańców.